# موتور مولکولی مصنوعی

شبیه‌سازی دینامیک مولکولی یک روتور مولکولی مصنوعی متشکل از سه مولکول در یک نانوحفره (قطر بیرونی ۶/۷ نانومتر) در ۲۵۰ K.

موتورهای مولکولی مصنوعی ماشین‌های مولکولی هستند که قادر به چرخش جهتی پیوسته تحت یک ورودی انرژی می‌باشند. باوجود اینکه اصطلاح "موتور مولکولی" به طور سنتی به یک پروتئین طبیعی که حرکت را القاء می‌کند (از طریق پویایی پروتئین ) اشاره دارد، برخی گروه‌ها از این اصطلاح برای اشاره به موتورهای مصنوعی غیرزیستی و غیرپپتیدی استفاده می‌کنند. بسیاری از شیمیدانان به دنبال سنتز چنین موتورهای مولکولی هستند.
الزامات اصلی برای یک موتور مصنوعی، حرکت ۳۶۰ درجه‌ای متناوب، مصرف انرژی، و چرخش یک سویه است. دو گام اول در این راستا، موتور با هدایت شیمیایی از دکتر راس کلی از بوستون کالج با همکاران، و موتور با هدایت نوری از بن فرینگا و همکاران، منتشر‌شده در موضوعی مشترک از نیچر در سال ۱۹۹۹، هستند.
تا سال ۲۰۲۰، کوچکترین ماشین مولکولی با دقت اتمی روتوری داشت که از چهار اتم تشکیل شده بود.

## موتورهای مولکولی دوار با هدایت شیمیایی

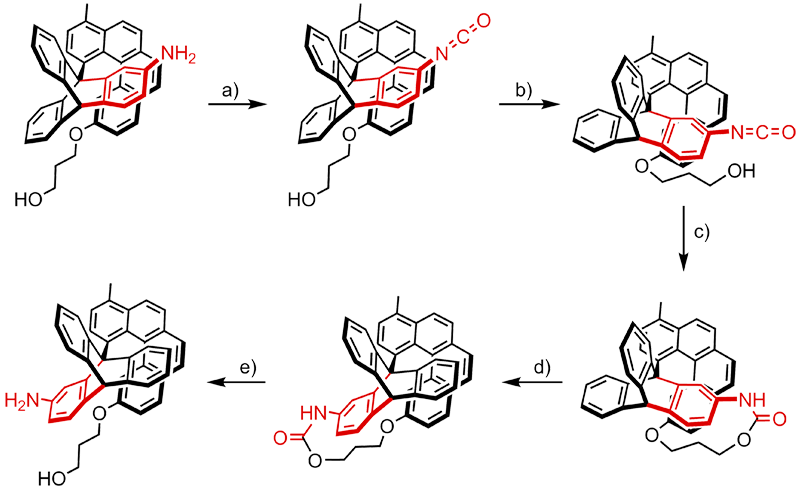
نمونه اولیه یک موتور مولکولی دوار با هدایت شیمیایی از کلی و همکاران.

مثالی از یک نمونه‌ی اولیه برای یک موتور مولکولی مصنوعی دوار با هدایت شیمیایی توسط کلی و همکاران در سال ۱۹۹۹ گزارش شد. سیستم آنها از یک روتور تریپتیسن سه‌پره و یک هلیسن تشکیل شده است؛ و قادر بر چرخش ۱۲۰ درجه‌ی یک‌جهته است.
این چرخش در پنج مرحله رخ می‌دهد. گروه آمین موجود در پاره‌مولکول تریپتیسن به‌دلیل تراکم با فسژن به یک گروه ایزوسیانات تبدیل می‌شود (۱). چرخش حرارتی یا خودبه‌خودی حول پیوند مرکز‌ی، گروه ایزوسیانات را در مجاورت گروه هیدروکسیل واقع در پاره‌مولکول هلیسن قرار می‌دهد (۲) و بدین‌وسیله به این دو گروه اجازه می‌دهد تا با یکدیگر واکنش دهند (٣). این واکنش در یک فرایند برگشت‌ناپذیر سیستم را به عنوان یک اورتان چرخه‌ای تحت کرنش که انرژی بیشتری دارد به دام می‌اندازد؛ ازاین‌رو سیستم از نظر انرژی از حالت اولیه به سد انرژی چرخشی نزدیک‌تر است. بنابراین چرخش بیشتر پاره‌مولکول تریپتیسن تنها به مقدار نسبتاً اندکی از انرژی‌ فعال‌سازی برای غلبه بر این سد و آزادسازی کرنش نیاز دارد (۴). در نهایت، شکافتگی گروه یورتان گروه‌های عاملی آمین، و الکل مولکول را بازمی‌گرداند (۵).
نتیجه توالی این رویدادها چرخش یک‌سویه ۱۲۰ درجه‌ای پاره‌مولکول تریپتیسن نسبت به پاره‌مولکول هلیسن است. چرخش اضافی روتور تریپتیسن به جلو یا عقب توسط پاره‌مولکول هلیسن که عملکردی مشابه گیره یک چرخ جغجغه دارد، مهار می‌شود. یک‌سویه‌بودن این سیستم نتیجه‌ی انحراف نامتقارن پاره‌مولکول هلیسن، و کرنش اورتان حلقوی تشکیل‌شده در مرحله‌ی ۳ است. این کرنش تنها با چرخش روتور تریپتیسن مرحله‌ی ۴ در جهت عقربه‌های ساعت قابل کاهش است؛ زیرا چرخش در خلاف جهت عقربه‌های ساعت, و روند معکوس مرحله‌ی ۴ از نظر انرژی نامطلوب هستند. در همین راستا، جهت چرخش براساس موقعیت گروه‌های عاملی و شکل هلیسن تعیین می‌شود؛ ازاین‌رو جهت چرخش به‌جای تعیین‌شدن توسط عوامل خارجی، توسط طراحی مولکول انتخاب می‌شود.
موتور ساخته شده توسط کلی و همکاران نمونه‌ای ظریف از چگونگی استفاده از انرژی شیمیایی برای القای حرکت چرخشی کنترل‌شده و یک‌سویه است؛ فرایندی که شبیه مصرف آدنوزین تری‌فسفات در جانداران برای سوخت‌رسانی به فرایندهای متعدد است. با این حال، یک عیب جدی دارد: توالی وقایعی که منجر به چرخش ۱۲۰ درجه‌ای می‌شود، قابل تکرار نیست. بنابراین کلی و همکاران دنبال راه‌هایی برای گسترش این سیستم و رخداد متناوب این توالی گشته‌اند. متأسفانه تلاش آنها برای دستیابی به این هدف موفقیت‌آمیز نبوده و پروژه در حال حاضر رها شده است. در سال ۲۰۱۶ گروه دیوید لی اولین موتور مولکولی مصنوعی خودران با سوخت شیمیایی را اختراع کرد.
نمونه‌های دیگری از موتورهای مولکولی مصنوعی دوار با هدایت شیمیایی که همگی با افزودن ترتیبی واکنش‌گرها کار می‌کنند، گزارش شده‌اند؛ به ‌عنوان نمونه استفاده از واکنش حلقه‌گشای فضاگزین یک مخلوط لاکتون‌بی‌فنیلراسمیک با استفاده از واکنش‌گر‌های کایرال، که منجر به چرخش ۹۰درجه‌ای یک آریل نسبت به آریل دیگر می‌شود. برانشو و همکاران گزارش کرده‌اند که این رویکرد به همراه یک مرحله، بسته‌شدن ترکیب‌حلقوی، می تواند برای انجام یک چرخش ۱۸۰درجه‌ای غیرقابل‌تکرار استفاده شود. فرینگا و همکاران از این رویکرد در طراحی یک مولکول استفاده کردند که می‌تواند چرخش ۳۶۰درجه‌ای متناوب انجام دهد. چرخش کامل این موتور مولکولی در چهار مرحله انجام می‌شود. در مراحل ۱و۳، چرخش پاره‌مولکولآریل محدود شده‌است؛ اگرچه وارونگی‌پیچه امکان‌پذیر است. در مراحل ۲و۴، آریل می‌تواند با اثرات‌فضایی، نسبت به نفتالین بچرخد که سبب جلوگیری عبور آریل از نفتالین می‌شود. این چرخه‌ی دوار شامل چهار مرحله‌ی شیمیایی القاءشده است که تبدیل یک مرحله به مرحله‌ی بعدی را محقق می‌کنند. مراحل ۱و۳، واکنش‌های حلقه‌گشای نامتقارن هستند که از یک واکنش‌گر‌کایرالیته برای کنترل جهت چرخش آریل استفاده می‌کنند. مراحل ۲و۴ شامل گروه‌محافظت‌کننده‌ی فنول و به دنبال آن تشکیل حلقه‌ی جهت‌گزین است.

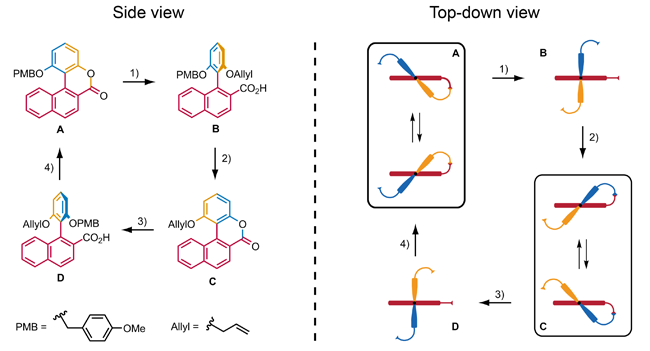
موتور مولکولی دوار با هدایت شیمیایی توسط فرینگا و همکاران

## موتور مولکولی دوار با هدایت نوری

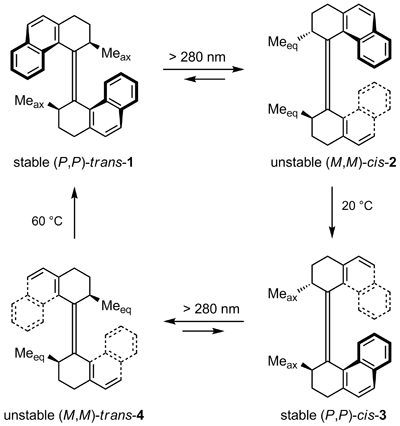
چرخه چرخشی موتور مولکولی دوار نور محور توسط فرینگا و همکارانش.

در سال ۱۹۹۹ آزمایشگاه پروف. دکتر بن ال فرینگا در دانشگاه خرونینگن هلند، ساخت یک روتور مولکولی یک‌سویه را گزارش کرد .  سیستم موتور مولکولی ۳۶۰درجه‌ای آنها شامل یک بیس-هلیسن متصل‌شده توسط یک پیوند دوگانه‌ی آلکن نشان‌دهنده‌ي کایرالیته محوری، و دو استریوسنتر است.
یک چرخه از دوران یک‌سویه در ۴ واکنش انجام می‌شود. اولین گام، فتو‌ایزومریزاسیون گرماگیر دماپایین یک ایزومر سیس-ترانس ۱ (P،P) به سیس-ترانس ۲ (M،M) است؛ P مخفف پیچه‌ی راست‌گرد و M پیچه‌ی چپ‌گرد است. در این فرایند، دو گروه محوری متیل به کمتر از دوتا گروه متیل استوایی با اثرفضایی مطلوب تبدیل می‌شوند.
با افزایش دما به ۲۰درجه‌ی سانتی‌گراد، این گروه‌های متیل در یک وارونگی‌پیچه به صورت گرماده به گروه‌های محوری سیس (P،P) (۳) تبدیل می‌شوند. از آنجایی که ایزومر محوری پایدارتر از ایزومر استوایی است، چرخش معکوس مسدود می‌شود. فتو‌ایزومریزاسیون دوم دوباره با تشکیل گروه‌های متیل استوایی با اثرگذاری‌فضایی نامطلوب سیس ۳ (P،P) را به (M،M) ترانس ۴  تبدیل می‌کند. یک فرایند ایزومریزاسیون حرارتی در ۶۰درجه‌ی سانتی‌گراد چرخه ۳۶۰درجه‌ای را به موقعیت‌های محوری نزدیک می‌کند.

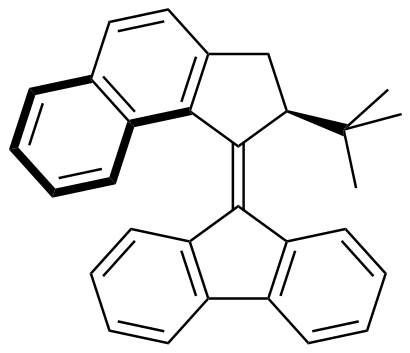
موتورهای مولکولی مصنوعی: سیستم فلورن

در این سیستم‌ها زمان‌واکنش طولانی برای چرخش کامل مانعی بزرگ است. این چرخش با سرعت‌ چرخش‌ موتور‌ پروتئین‌ها در سیستم‌های بیولوژیکی مقایسه نمی‌شود. در سریع‌ترین‌ سیستم امروزی با یک نیمه‌ی پایینی فلوئورن، نیمه‌عمر وارونگی‌پیچه‌ی حرارتی ۰/۰۰۵ثانیه است. این ترکیب با استفاده از واکنش‌ بارتون-کلاگ سنتز می‌شود. در این مولکول کندترین مرحله‌ی چرخش آن، وارونگی‌پیچه با القای‌حرارتی، بسیار سریعتر پیش می‌رود؛ زیرا هرچه گروه ترت-بوتیل بزرگتر باشد ایزومر ناپایدارتری تشکیل می‌دهد؛ این ناپایداری حتی از زمانی که از گروه متیل استفاده شود، بیشتر است. دلیل این امر این است که این ایزومر ناپایدار نسبت به حالت گذاری که منجر به وارونگی‌پیچه می‌شود، ثبات کمتری دارد. رفتار متفاوت این دو مولکول بر این اساس است که نیمه‌عمر این ترکیب با یک گروه متیل به جای یک گروه ترت-بوتیل، ۳/۲دقیقه است.
اصل فرینگا در نمونه‌ی اولیه‌ی یک نانوماشین گنجانده شده است . خودروی سنتز‌شده دارای یک موتور مشتق از هلیسن با شاسی الیگو (فنیلن اتینلن) و چهار چرخ کربوران است. انتظار می‌رود این خودرو بتواند با نظارت میکروسکوپی تونلی روبشی روی سطح یک جامد حرکت کند؛ اگرچه تاکنون چنین چیزی مشاهده نشده است. موتور با چرخ‌های فولرن کار نمی‌کند زیرا آنها فتوشیمی پاره‌مولکول موتور را آبدهی می‌کنند. همچنین نشان داده شده است که موتورهای فرینگا زمانی که از نظر شیمیایی به سطوح جامد متصل می‌شوند، قابل استفاده هستند. توانایی سیستم‌های خاصی از فرینگا برای عمل به عنوان یک کاتالیزور نامتقارن نیز نشان ‌داده شده است.
در سال ۲۰۱۶، فرینگا برای فعالیتش در زمینه‌ی موتورهای مولکولی جایزه‌ی نوبل دریافت کرد.

## نمایش تجربی یک موتور الکتریکی تک‌مولکولی
یک موتور الکتریکی تک‌مولکولی ساخته‌شده از یک مولکول منفرد n- بوتیل‌متیل‌سولفید (C۵ H۱۲ S) گزارش شده‌ است. این مولکول با جذب‌سطحی شیمیایی روی یک قطعه‌ مس(۱۱۱) تک‌بلور جذب می‌شود.

## بیشتر بدانیم
- ماشین مولکولی
- موتورهای مولکولی
- ملخ مولکولی
- نانوموتور